# Milton, Florida
Milton är en stad (city) i Santa Rosa County, i delstaten Florida, USA. Enligt United States Census Bureau har staden en folkmängd på 8 984 invånare (2011) och en landarea på 14,1 km². Milton är huvudort i Santa Rosa County.

## Kända personer från Milton
- Casper Van Dien, skådespelare